# اچ‌ام‌اچ‌اس ریوا
اچ‌ام‌اچ‌اس ریوا (به انگلیسی: HMHS Rewa) یک زیردریایی است که طول آن ۴۵۶ فوت (۱۳۹ متر) می‌باشد. این زیردریایی در سال ۱۹۰۶ ساخته شد.